# 客觀性
客觀性是哲學的一個中心概念，指從不同觀點或角度來思考或判斷某件事物的合理性，一個事物不受主觀思想或意識影響而獨立存在的性質，與「主觀性」相對應。客觀的事實，不受人的思想、感覺、工具、計算等主觀手段的影響，而能保持其真實性。
哲學術語客觀性和主觀性在現代用法中通常涉及感知主體（通常是人）和感知或未感知的對象。客體可能是獨立於主體對它的感知而存在的事物。換句話說，即使沒有主體感知到該事物，它也會原樣存在。因此，客觀性通常與現實、真理和可靠性等觀念有關。
實現絕對客觀性的中立觀點的可能性被否認。

## 客觀現實
許多哲學家會使用客觀現實一詞來指任何存在的事物，因為它獨立於任何有意識的認識（透過感知、思想等）。主觀現實將包括任何依賴某些（廣義解釋的）意識的存在的事物。顏色和聲音等透過感知而存在，是僅當存在適當的意識狀態時才存在的事物的主要例子。特定的情緒實例（如「我現在的快樂感受」）也可能是一種主觀現實；當一個人感受到它們時就存在，當一個人的情緒改變時就不存在。

## 客觀知識
客觀知識可以簡單地被用以指稱對客觀現實的認識。主觀知識是對任何主觀現實的知識。
然而，與客觀性相關的術語還有其他用途。許多哲學家使用主觀知識一詞僅指對自己主觀狀態的認知。這種知識不同於一個人對另一個人主觀狀態的知識和對客觀現實的知識；根據當前定義，這兩者都是客觀知識。你對他人主觀狀態的了解可以被稱為客觀知識，因為它可能對你來說是作為客體的世界的一部分，如同你和你的主觀狀態對別人來說是作為客體的世界的一部分。
這是知識論（知識的哲學研究）中一個顯著的區別，因為許多哲學家認為，這種意義上的主觀知識具有特殊的地位；他們粗略地斷言，對自己主觀狀態的了解是直接的或立即的，而對其他任何事物的了解則不然。可以將自己的主觀狀態的知識簡單地稱為主觀知識。根據這個定義，客觀知識將是除了一個人自己的主觀狀態之外的任何知識。
與客觀性相關的術語的最後一個突出的使用風格，涉及特定知識主張的支持性質。客觀知識可以粗略地表示知識主張具有充分支持或證明的狀態。相對地，主觀知識可能指一些不受支持或支持較弱的知識主張。將這些稱為客觀和主觀判斷而不是知識更為準確，但在這種情況下使用知識一詞應該保持警覺。這種用法符合客觀性一詞的一般意義，即可靠、可信、準確、公正等。

## 客觀判斷或信念
客觀判斷或信念是指基於客觀有力的支持證據的判斷或信念；這種證據對於任何理性主體（英語：rational being）來說都有說服力。主觀判斷似乎是一種由證據支持的判斷或信念，對於某些理性主體來說有說服力，但對其他人來說則不盡然。它也可以被用於指稱基於僅某些主體必然獲得的證據的判斷。

## 參看
- 主觀
- 客觀主義